# Tabacalera (Madrid)
Tabacalera, también conocida como Tabacalera Promoción del Arte, es un centro cultural y de arte localizado en la antigua Fábrica de Tabacos (Madrid). En la actualidad, el edificio de la antigua fábrica está ocupado por dos entidades diferentes: una parte ocupada por Tabacalera Promoción del Arte, gestionado por la Subdirección General de Promoción de las Bellas Artes del Ministerio de Educación, Cultura y Deporte desde el año 2003 con exposiciones temporales y actividades relacionadas con la fotografía, el arte contemporáneo y las artes visuales y, la otra parte del edificio está ocupada por La Tabacalera de Lavapiés, cedida por el Ministerio, a varias comunidades de ciudadanos del barrio de Lavapiés, conocido como C. S. A., un Centro Social Autogestionado, donde se llevan a cabo diversos talleres, actuaciones de teatro, mercadillos de artesanía, Poetry Slam Lavapiés y que cuenta con varias galerías de exposición, taller de pintura, biblioteca, la mayor galería de arte urbano de Madrid y programación cultural de diversa índole. Ambas entidades están ubicadas en la antigua fábrica de tabacos de Madrid, edificio sito en la Calle Embajadores 51 y 53 de Madrid respectivamente.

## Historia
El edificio fue construido entre 1780 y 1792. Inicialmente se destinó a ser Real Fábrica de Aguardientes y Naipes y, tras un breve período en funcionamiento, fue convertido en Fábrica de Tabacos y Rapé en 1809, utilizándose como fábrica de tabaco hasta finales del siglo XX.
El edificio se abandonó definitivamente en el año 2000 tras la privatización de La Tabacalera/Altadis y quedó vacío durante casi una década. Está gestionado por el Ministerio de Cultura desde el año 2003.
En 2007 se proyectó la parte de Promoción del Arte como Centro Nacional de Artes Visuales y está gestionado por la Subdirección General de Promoción de las Bellas Artes del Ministerio de Educación, Cultura y Deporte, el propietario actual del edificio. La parte del edificio que gestiona el Ministerio, Tabacalera Promoción del Arte, desarrolla un programa permanente de exposiciones temporales y de actividades en torno a la fotografía, el arte contemporáneo y las artes visuales. 
En noviembre de 2007, el Consejo de Ministros aprobó un acuerdo por el que se creaba el Centro Nacional de Artes Visuales (CNAV), cuya sede se situaría en la Tabacalera.
El 29 de julio de 2008 siete equipos de arquitectos fueron invitados a presentar una propuesta de rehabilitación. En noviembre de 2009 el ministro de Cultura, César Antonio Molina, presentó a los medios el proyecto elegido, junto a sus autores, los arquitectos Fuensanta Nieto y Enrique Sobejano. El 26 de noviembre el Consejo Superior de los Colegios de Arquitectos de España impugna el procedimiento de adjudicación. El 25 de febrero de 2009 se anunció nuevo concurso y finalmente el 2 de junio de 2009 Nieto y Sobejano lograron de nuevo la concesión del proyecto, esta vez con Ángeles González-Sinde como ministra.
La parte del Centro Social Autogestionado (CSA) fue cedida tras plantear en proyecto uno de los mayores laboratorios culturales de gestión ciudadana, tras de meses de investigación por parte de varios colectivos que más tarde formarían parte activa del Movimiento 15-M. Fue cedida en 2012 a la Asociación Cultural La Tabacalera de Lavapiés por parte del Ministerio de Cultura (España), asociación dependiente de la asamblea del CSA, y ha pasado por varias etapas que han dependido del eje del proyecto asambleario. Da cabida a actividades culturales como recitales de poesía, más de doce tipos de talleres de artes escénicas, alberga un gran número de grupos que ensayan ahí, es un referente global en el mundo del graffiti, tiene cursos de fotografía, taller de reciclaje y una larga variedad de actividades que lo convierten en un referente en el mundo cultural, cuyos artistas van participando en todo tipo de muestras por todo el mundo y toda clase de museos y que a la vez recibe artistas de todo el mundo.

## Tabacalera Promoción del Arte
Está gestionado por la Subdirección General de Promoción de las Bellas Artes del Ministerio de Educación, Cultura y Deporte desde el año 2003. Organiza exposiciones temporales y actividades relacionadas con la fotografía, el arte contemporáneo y las artes visuales.

### Salas
- La Principal. Espacio rehabilitado en su base estructural, mantiene los espacios originales sin sufrir transformación ni modificación alguna. En él  se muestran aquellas exposiciones de gran formato que requieren mayor espacio y complejidad para su exhibición, albergando exposiciones tanto de obra fotográfica, pintura, instalaciones site specific, como proyectos multimedia. Este espacio consta de 1200m2 de exposición y se ha mantenido activo desde que se abrió al público E·CO, Exposición de Colectivos Fotográficos Euroamericanos, en el año 2010. Se han sucedido a lo largo de los años, exposiciones de artistas de reconocida trayectoria tanto nacionales como internacionales.
- La Fragua. Esta sala de exposición, destinada a proyectos de artistas emergentes y site projects, se comenzó a reformar en noviembre de 2012. En parte del espacio que ocupa actualmente se encontraba una antigua fragua, lo que ha dado nombre a la sala. En junio de 2013 se abrió al público por primera vez con la exposición Chicago, de fotografías de Raúl Urbina.
- Sala Ideas Inaugurado en 2011 se desarrolla en ella un programa permanente de actividades y talleres en torno al arte contemporáneo, artistas visuales y fotografía.
- Estudios. Espacio dispuesto para poder realizar en él tanto proyectos site specific como residencias y trabajos con artistas
- Espacio de arte urbano. Los muros que recorren el perímetro exterior del patio de Tabacalera han sido recuperados para dar un nuevo uso a este espacio en la ciudad, convirtiéndolo en una galería de arte. Las primeras intervenciones en este espacio se llevaron a cabo en 2014 con el proyecto 'Muros Tabacalera',[5] donde 32 artistas realizaron 27 intervenciones de arte urbano en la Glorieta de Embajadores y en las calles de Miguel Servet y Mesón de Paredes, que podrán verse hasta que tengan lugar futuras fases del proyecto.[6] En las siguientes ediciones, participaron artistas como Alice Pasquini, Okuda, Boa Mistura, Amaia Arrazola o Andrea Michaelsson (Btoy).[7]Conocer los Muros Tabacalera es posible por ser una actividad turística popular, siendo punto de recorrido de muchas rutas de arte urbano, que además enseñan sobre los mismos.[8]

## Galería

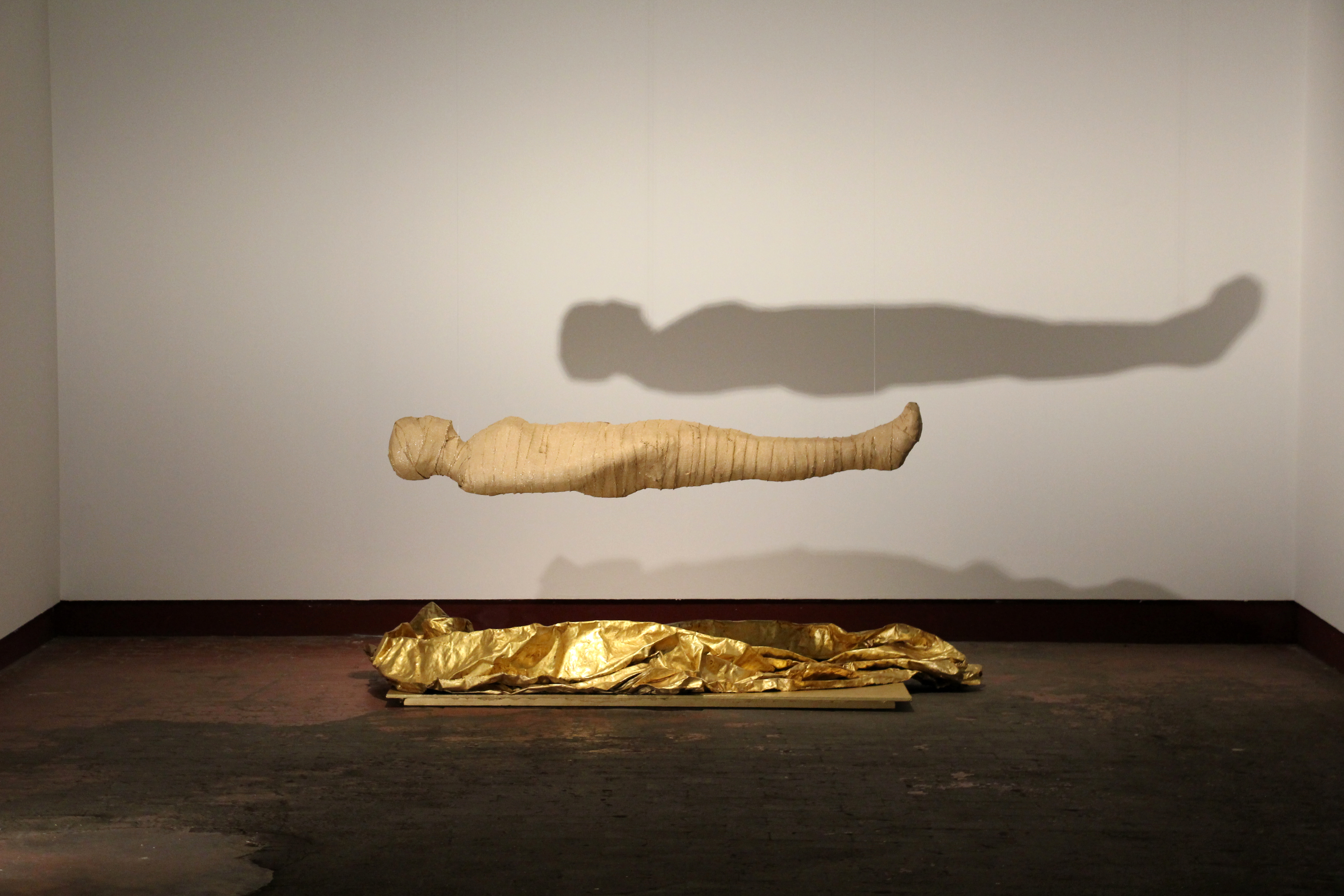
Madrid - Tabacalera Promoción del Arte. Expo1
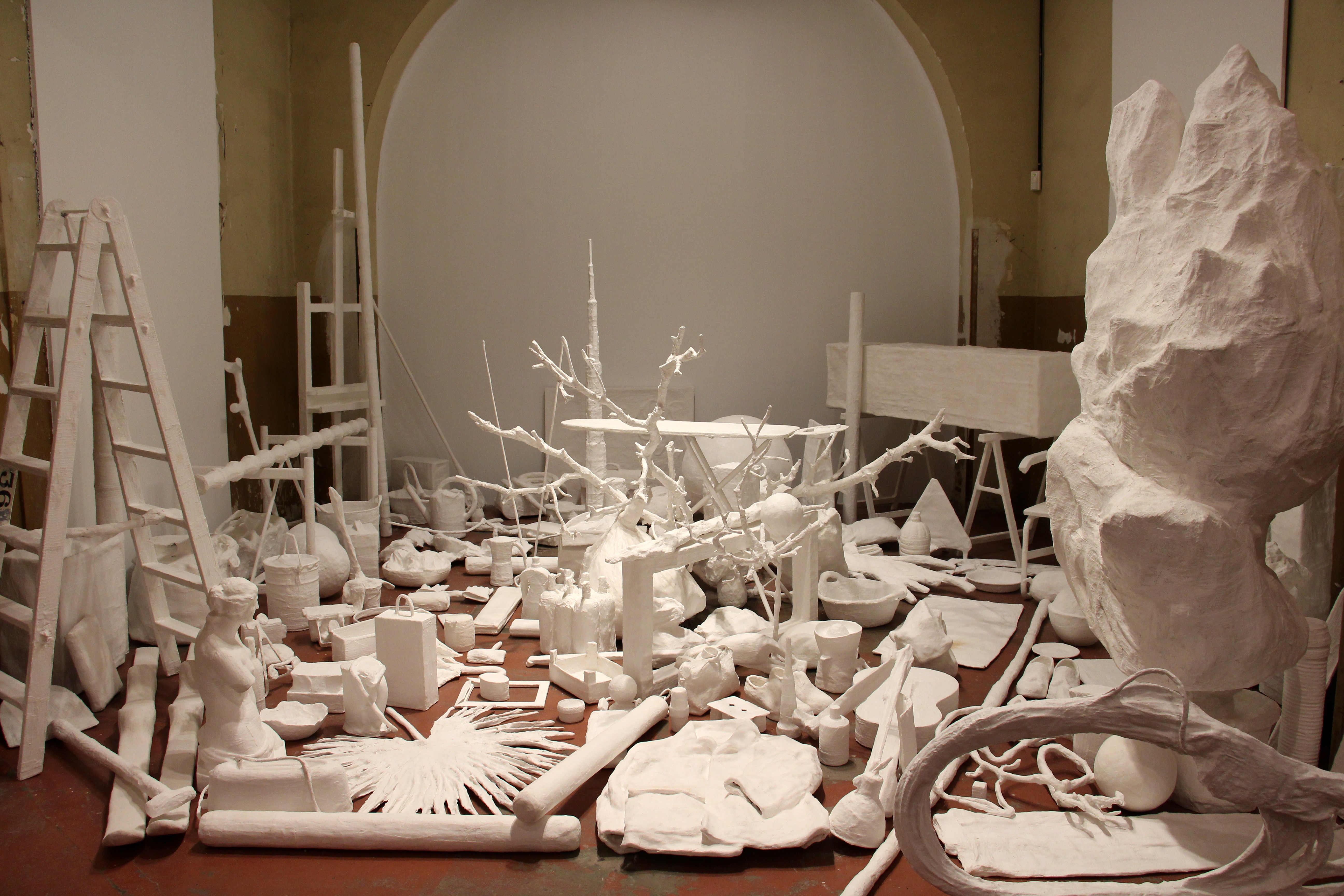
Madrid - Tabacalera Promoción del Arte. Expo2
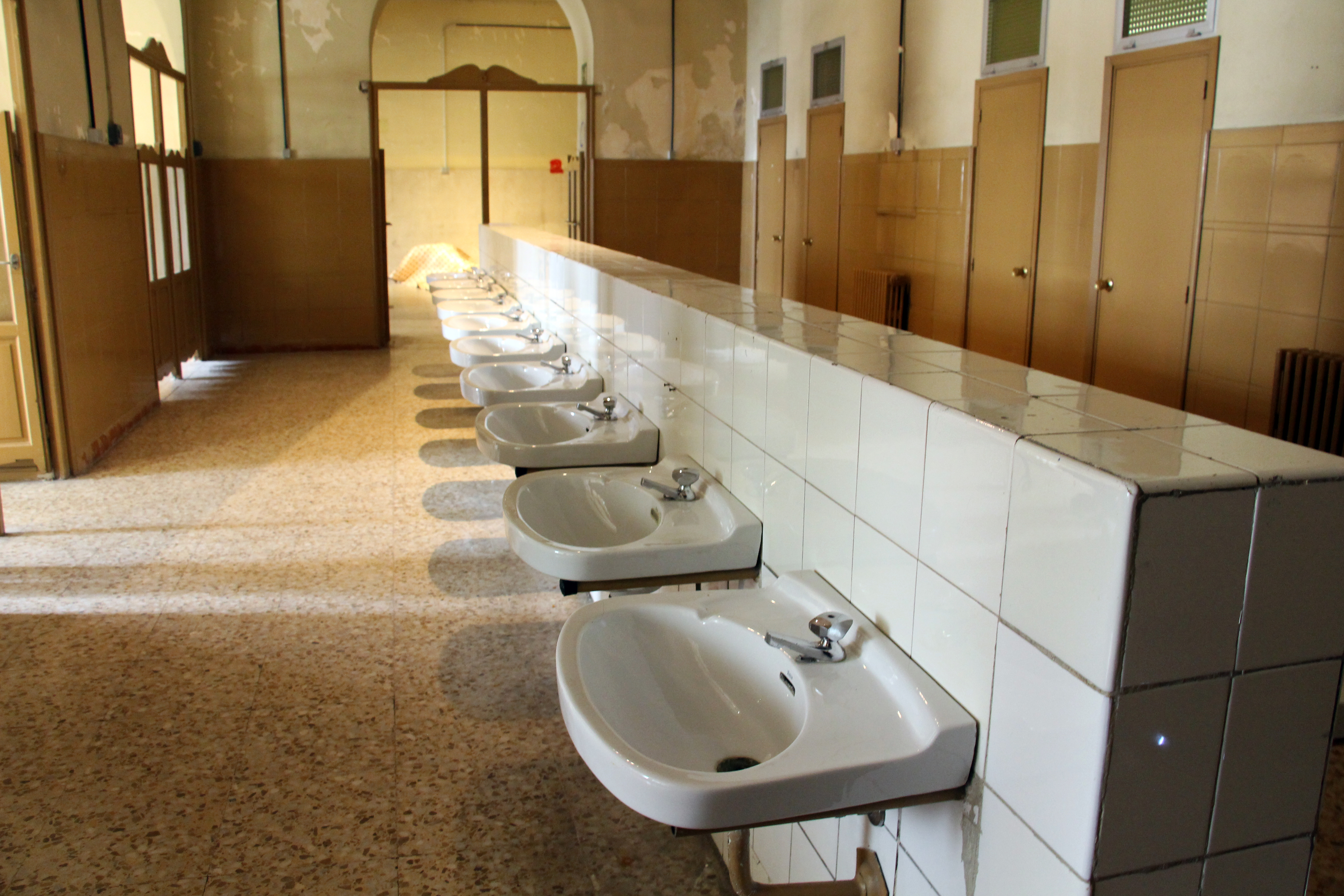
Madrid - Tabacalera Promoción del Arte. Expo3
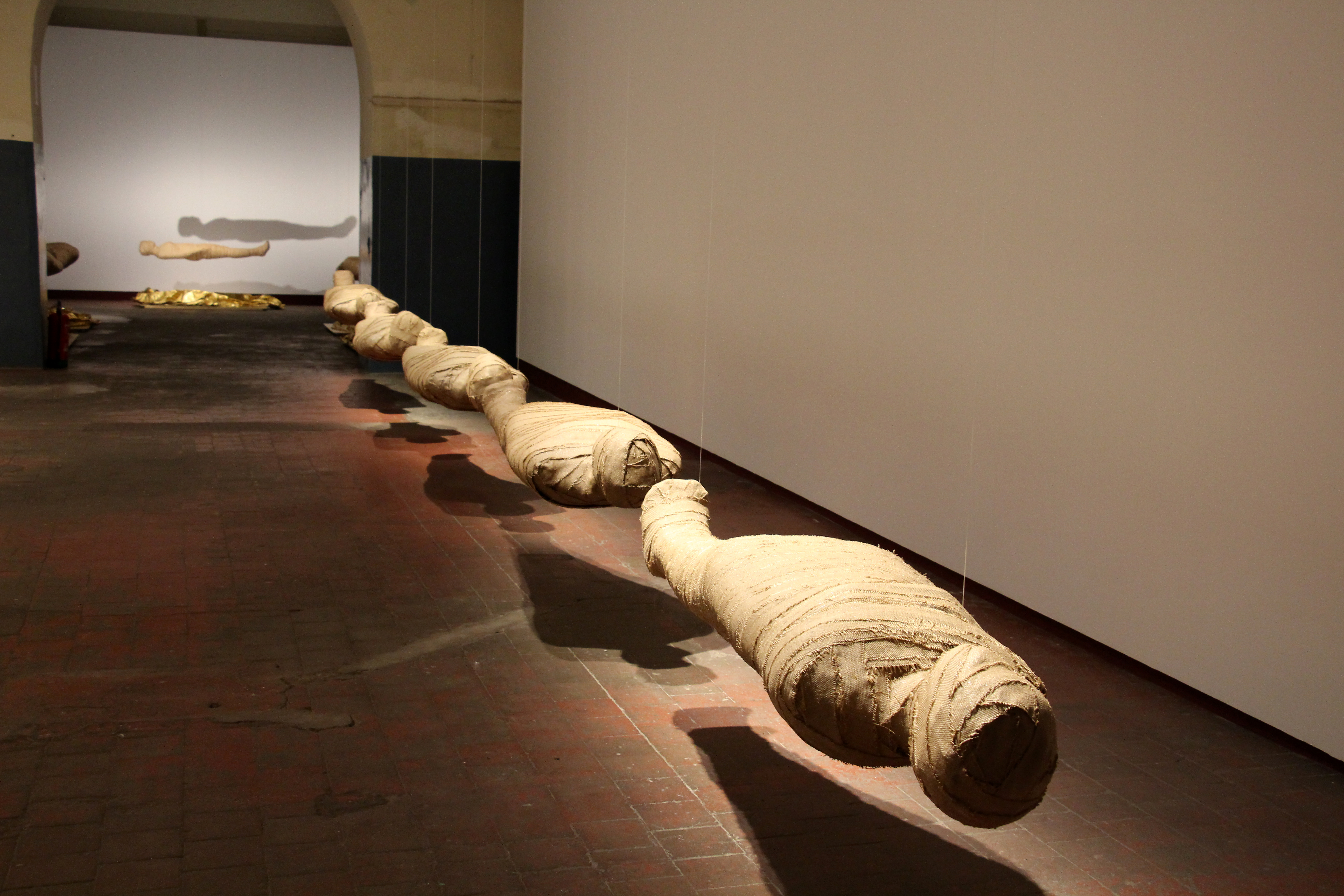
Madrid - Tabacalera Promoción del Arte. Expo4
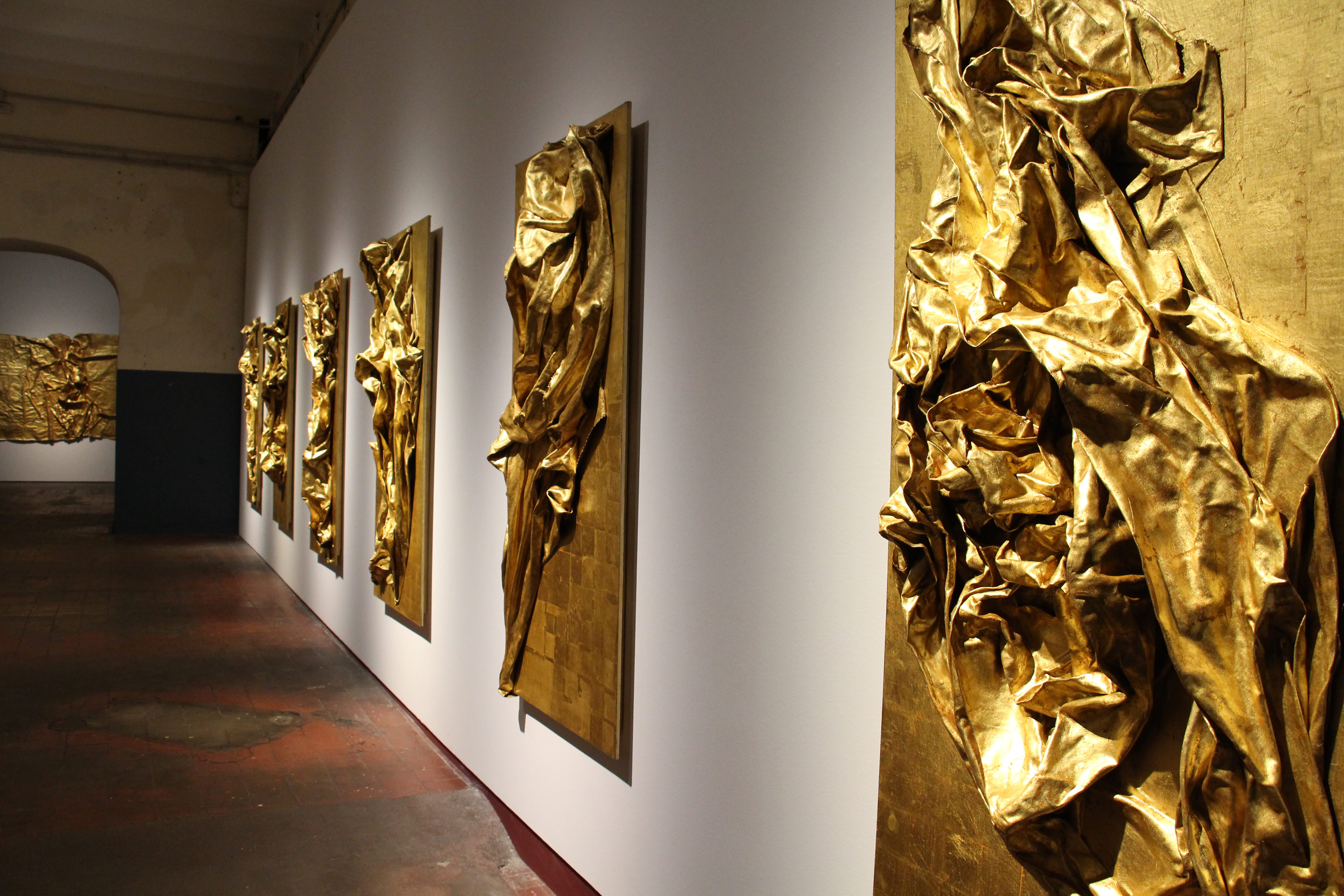
Madrid - Tabacalera Promoción del Arte. Expo 5
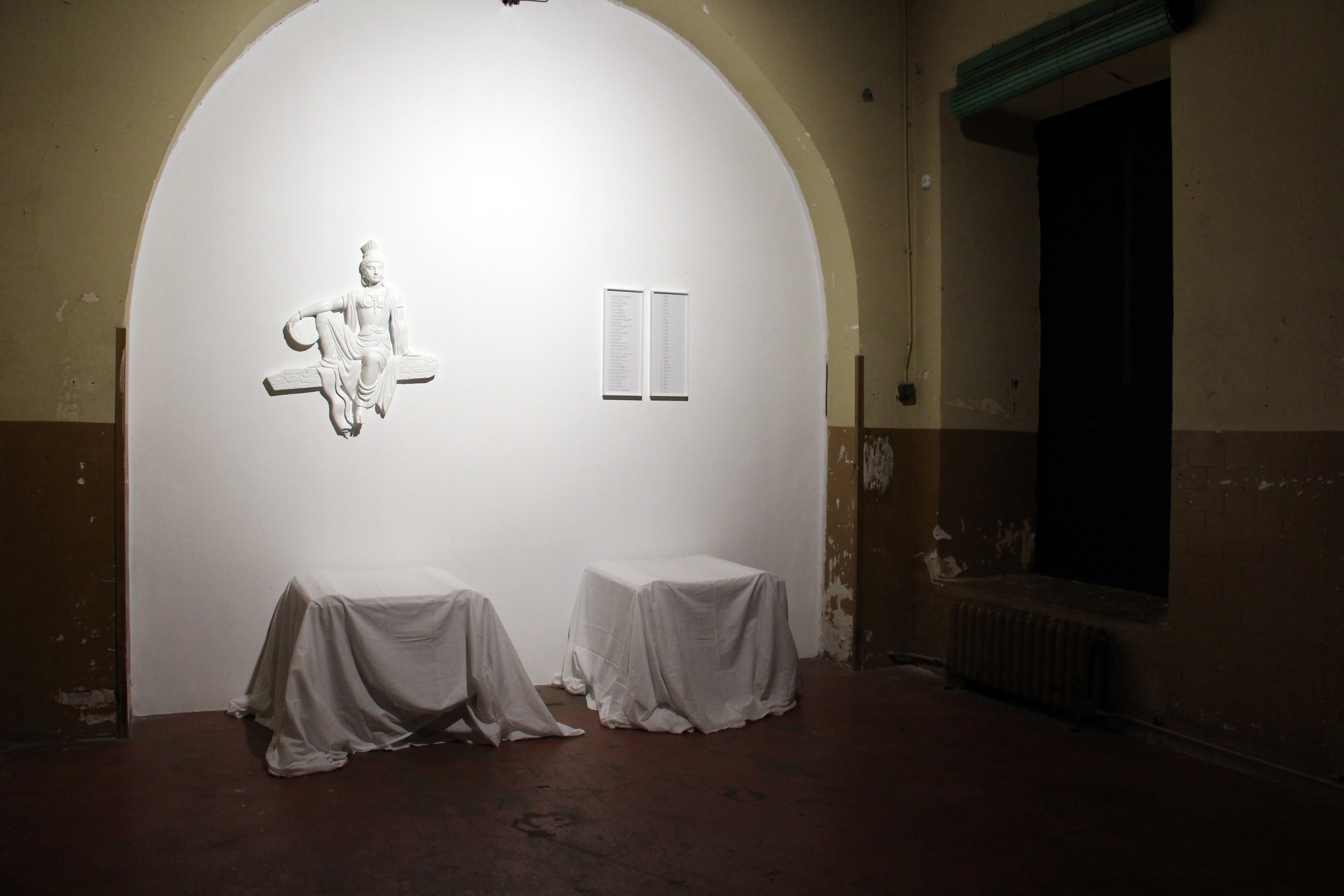
Madrid - Tabacalera Promoción del Arte. Expo6
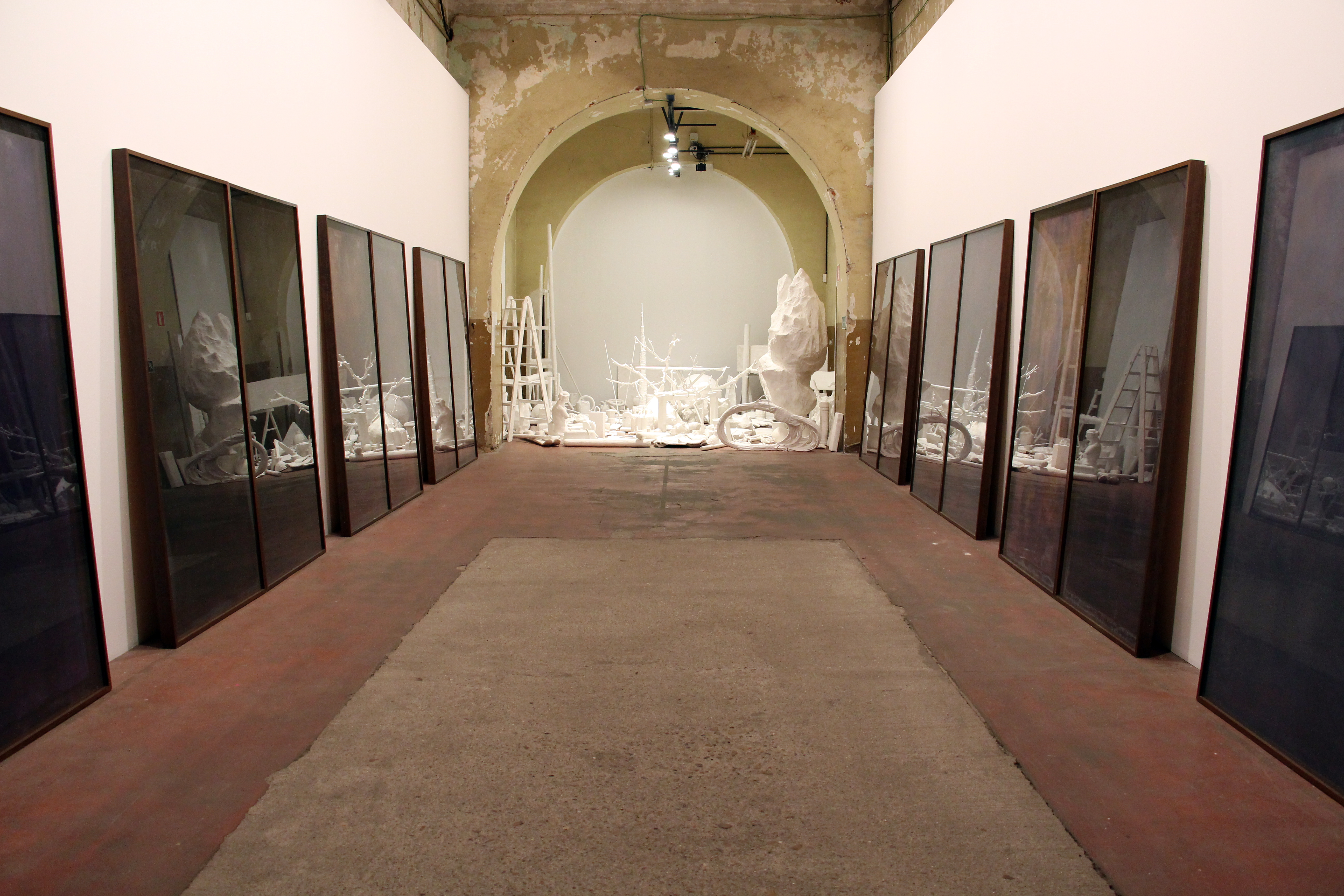
Madrid - Tabacalera Promoción del Arte. Expo 7
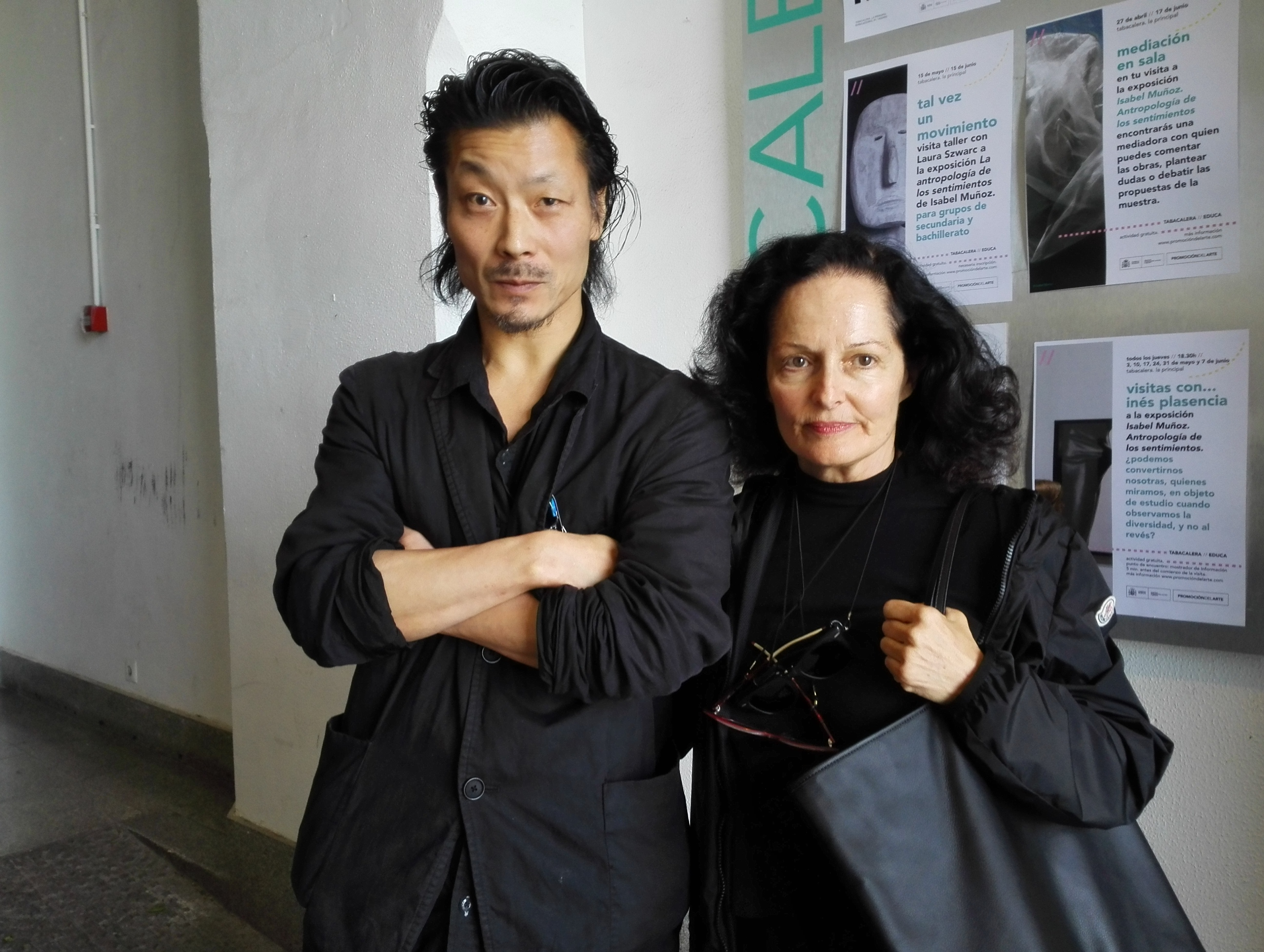
Isabel Muñoz y Taketeru Kudo Mayo 2018

## Centro Social Autogestionado La Tabacalera de Lavapiés
Cedido por el Ministerio de Cultura, está ubicado en la parte del edificio de la antigua Tabacalera que correspondía a las mujeres que trabajaban en la fábrica, la más cercana a la Glorieta de Embajadores. Vecinos y artistas del barrio lo mantienen voluntariamente y desarrollan ahí su actividad, generando un marco de reciprocidad con el vecindario y albergando algunos encuentros icónicos de la ciudad como Poetry Slam Lavapiés, La Galería Independiente o las sesiones variadas de danza del Molino Rojo, dando cabida a actividades como exposiciones de fotografía, vídeo, pintura y escultura; representaciones de teatro y danza; recitales de poesía y música; charlas y debates; bailes vecinales, comidas o talleres. 
Cualquier particular o grupo de personas puede solicitar el uso de un espacio para llevar a cabo un proyecto sin ánimo de lucro, siempre que se implique ayudando al mantenimiento y trabaje con espíritu solidario, y convenza a alguno de los 27 colectivos que integran el Centro Social Autogestionado de que lo amadrine. Para la integración existen una serie de protocolos que implican cuidar el espacio y respetar los principios del Centro.

### Cronología
- En 2010, el Ministerio de Cultura escuchó las reivindicaciones vecinales y cedió la Fábrica de Tabacos de Madrid a un colectivo de artistas y ciudadanos.
- En marzo de 2010 se crea la asociación Centro Social Autogestionado La Tabacalera de Lavapiés, que administra parte del edificio.
- A finales de 2011, aún con el Gobierno del PSOE, se renueva el acuerdo por dos años prorrogables.
- En septiembre de 2012 los voluntarios repensaron el proyecto para corregir problemas de seguridad, drogas y críticas por la falta de apertura a todo el barrio.[10]
- Cada dos años se renueva, valorando la actividad desarrollada, la cesión del Ministerio a la Asamblea de La Tabacalera. La última renovación fue firmada el 13 de marzo de 2020.
- Durante la pandemia de COVID-19, el espacio fue cerrado por el Ministerio de Cultura[11] hasta el 2022.[12]

### Programación
La selección de la programación, de los presupuestos, el establecimiento de turnos y el mantenimiento se realiza de manera colectiva y abierta en las asambleas que hay cada 15 días (los lunes a las 20:30, en la Sala Sin Jefe) Cualquier persona puede formar parte colectivo LTBC.